# SOX2OT
El transcrito superpuesto a SOX2 es un ARN largo no codificante que contiene al menos 5 exones. El gen SOX2, un importante regulador de la neurogénesis, se encuentra dentro de uno de los intrones de SOX2OT.
SOX2OT y SOX2DOT (una isoforma de SOX2OT transcrita desde un elemento distal altamente conservado) se expresan en zonas de neurogénesis dentro del cerebro. Está asociado con las estructuras del sistema nervioso central en los cerebros embrionarios de peces cebra y pollos, y se regula de forma dinámica durante la embriogénesis. SOX2OT puede desempeñar un papel en el desarrollo de los vertebrados